# Comté de Hidalgo (Nouveau-Mexique)
Pour les articles homonymes, voir Hidalgo et Comté de Hidalgo.
Le comté de Hidalgo (en anglais : Hidalgo County) est l’un des 33 comtés de l’État du Nouveau-Mexique, aux États-Unis, aux confins de l’Arizona et du Mexique. Il a été fondé le 25 février 1919 à partir de la partie sud du comté de Grant. Son nom proviendrait de la ville mexicaine du même nom (où le traité de Guadalupe Hidalgo, qui a conclu la guerre américano-mexicaine, a été signé) ou, selon une autre hypothèse, du nom du patriote Miguel Hidalgo.
Le siège est Lordsburg, qui abrite plus de la moitié de la population du comté.

## Comtés adjacents
- Comté de Grant, Nouveau-Mexique (nord, nord-est)
- Comté de Luna, Nouveau-Mexique (est)
- Comté de Cochise, Arizona (ouest)
- Comté de Greenlee, Arizona (nord-ouest)
- État de Sonora, Mexique
- Chihuahua, Mexique